# 白詰草話
『白詰草話 -Episode of the Clovers-』（しろつめそうわ エピソード・オブ・ザ・クローバーズ）は、Littlewitchより2002年7月5日に発売された18禁恋愛アドベンチャーゲームである。
本作は遺伝子工学によって強化された人間として誕生した少女たちと、超古代文明の技術をめぐる陰謀を描いている。大槍葦人の「退行催眠によって生まれる前の記憶を想起可能で、超古代文明が実在したなら、前世を思い出すことで超技術を手に入れることもできるだろう」という発想から製作された。大槍の1996年の漫画『少年少女物語』『ANDROID DOLL』とリンクしている。
2003年6月26日にはNECインターチャネルによってドリームキャストに移植された。登場人物に音声がついたほか、2002年にクリスマスプレゼントとしてwebで無料公開されたおまけシナリオも収録された。

## ストーリー
2008年の東京・新宿。特殊研究機関「古痕（ここん）」に所属する研究者津名川宗慈は、少女型軍事用アンドロイド「エクストラ」の開発で大きな成果を挙げていた。それでも津名川は3体のエクストラを兵器として扱うことができず、家族として愛情を注いでいた。しかし状況は平穏な生活を許してくれるほど甘くはなかった。研究所の襲撃を皮切りに、古痕を狙う外部からの攻勢が始まる。

## キャラクター
声はDC版のもの。

### 主人公
津名川 宗慈（つなかわ そうじ）
声 : 井上和彦
超法規研究機関「古痕」において、戦闘用アンドロイド「エクストラ」の開発責任者兼保護者を担当。若くして古痕の研究者の中でも突出した遺伝子工学の才能を持ち、その成果は時に「始めから知っていたかのようだ」とまで評される。理知的な性格だが、幼少期を孤独に生きてきたことや遺伝子工学者としての葛藤など様々なコンプレックスを内に抱いており、その反動として3人のエクストラには家族のように接しようとする。

### ヒロイン
透花（とうか）
声 : 柚木涼香
津名川のエクストラで、彼を「ご主人様」と呼ぶ。3人の中では最も理性的な性格で、仲間たちのまとめ役でもある。しかし内に秘めた津名川への思いは誰よりも激しい。精神・能力的には安定しているが、身体的な安定性に欠け、些細な環境の変化でもアレルギー反応を起こしやすい。
エマ
声 : 川澄綾子
津名川のエクストラで、彼を「宗慈さん」と呼ぶ。3人の中では最も感情的なタイプで、瞬間的な爆発力はトップ。心臓に遺伝的な疾患を抱えていることもあり、刹那的な生き方を望む快楽主義者。当初の開発予定には無かったが、ある理由から急遽生み出されることとなった経緯がある。
沙友（さゆ）
声 : 金田朋子
津名川のエクストラで、彼を「せんせい」と呼ぶ。3人の中では最も知覚能力に優れ、視力も日中で星が見えるほどだが、反面、知性にやや不安定さが残る。天真爛漫な性格と片言の喋り方から、末っ子のような立場となっている。

### サブキャラクター
高宮 エレン（たかみや エレン）
声 : 冬馬由美
津名川研究室とは異なる開発コンセプトを提唱する、もう一つのエクストラ開発研究室の責任者。プライドの高さや価値観の相違から、津名川に激しいライバル意識を抱いている。
桐田 篤子（きりた あつこ）
声 : 大本眞基子
高宮の助手を務める、IQ200の天才中学生。古痕の実験のために優秀な遺伝子を掛け合わせて生み出された試験管ベビーであり、その慣例として桐田姓（古痕の表向きの名前「桐田製薬」に由来）を名乗る。
知佳 / 知登（ちか / ちと）
高宮のエクストラ。桐田篤子の遺伝子をベースに生み出された。完全な兵器としてのエクストラを目指して開発されたため、純粋な性能では津名川研の成果を上回るが、感情に乏しい。
グラハム・ヘゼル
声 : 清川元夢
古痕の創設者である老人。非人道的な研究をも厭わない組織を束ねる立場にあるが、本人は基本的に善良な性格をしている。普通の人間には見えない、「何か」を他人の中に見ることができる力を持ち、その力の意味を探るために、「何か」を持つ者たちを集めて古痕を作り上げた。
品藤 聡美（しなふじ さとみ）
声 : 久川綾
古痕の情報部部長。若くしてグラハムの片腕的立場まで上り詰めた、理知的かつ母性的な女性である。過去に津名川と交際していたこともあるが、他人に束縛されることを嫌う性格のためか、現在では友人関係に落ち着いている。
上代 まり（かみしろ まり）
声 : 平松晶子
古痕の機械開発室長で、エクストラ用の武器開発を担当。相当な武器マニアにして美少女好きでもあり、特に透花がお気に入りであるため、津名川に対しては何かと協力的である。
荒山 鳥人（あらやま とりひと）
声 : 大塚明夫
かつては古痕の研究者であったが、グラハムとの意見の対立により脱退。現在は国家公安委員会所属のナンバーレス（行動の一切が記録されないことのみを条件として働く）エージェントとして古痕の周辺を探っている。人間離れした戦闘能力を持ち、自らの信念のみを行動理念として動く。
倉巳 公太（くらみ こうた）
声 : 神谷浩史
報道カメラマン兼レポーター。元々は文学の道を志すもゴシップ記事ばかりを扱っていたが、街でたまたま見かけたエクストラ達を追っているうちに、彼女たちと関わりを持つようになる。
筒井 敬一郎（つつい けいいちろう）
声 : 立木文彦
津名川の家の近くで古書店を営む初老の男性。津名川たちの良き友人となり、豊富な人生経験から様々な助言を与える。
スパッド
声 : 古谷徹
軍部の戦略兵器開発部に所属する少佐。エクストラ開発計画に賛同し、計画に協力する一方で、個人的な目的を果たすために暗躍する。
神代 藤次（かんだい とうじ）
声 : 青野武
筒井の古い友人で、鎌倉の禅寺で住職をしているが、聖書に傾倒しているという変わり者。物語後半で、津名川たちが身を寄せることとなる。

## システム

### FFDシステム
FLOATING FRAME DIRECTOR SYSTEMの略称。文字・画像・セリフなどを個別に小さくフレーム化し固定位置を持たせず表示・移動させることによって、セリフを漫画のフキダシのように見せることや、キャラクターの動きや立ち位置の微妙な変化などを文章以外で表現できるようにしたシステム。原画を担当した大槍葦人がもともと漫画家であるため、そういった漫画的なエフェクトを取り入れることによって演出の幅が広がった。
画面全体もしくは画面の下部にテキスト表示欄を設けそれ以外の空間に画像を表示させるシステムのゲームがほとんどのタイトルを占めていた為、このFDDシステムはユーザーに衝撃を与えた。本タイトルに対する評価の多くが上記のFFDシステムに言及している事からも、既存のゲームとは一線を画すシステムであったということがいえる。
なお、本システムはドリームキャスト版においても同様に高い評価を得ており、週刊ファミ通2003年7月20日号のクロスレビューではシルバー殿堂入りを果たす要因となった。
類似した表示システムとしては、シルバー事件（1999年）の「FILM WINDOW」がある。

### STRAY SHEEP PROGRAM
物語中において、登場キャラクター専用の特殊な選択肢が提示されるシステム。この選択肢はプレイヤーは選択できず、登場キャラクターによって自動的に選択される。アドベンチャーゲームにおける物語の変化点を、視覚的に明確に認識させる効果がある。しかし本作の物語には分岐が少なく、この斬新なシステムはあまり効果的に活かされていない。

## スタッフ
- 原画・企画・監督 - 大槍葦人
- シナリオ - 大槍葦人、古我望
- プログラム - アザナシ
- グラフィック - 佐々原憂樹、袁藤沖人、邑澤広士、八樹隼一郎、近衛乙嗣、ともたま、simo氏、音人
- メカニックデザイン - CHOCO、SHARP
- 背景 - 有限会社草薙
- 音楽 - yan(鳥煮亭)、ヨーグルト
- OPアニメーション - 伊藤良太
- サウンドエフェクト - 桜井一聖、山中猛、yan、小池正一、飯田和彦
- スクリプト - 九重九十九、関野広之、飯田和彦、アザナシ
- 広報・営業 - 浅野健司、吉本聖、堀江満

## 主題歌
オープニングテーマ「escape」
作詞 - Tatsuo Kimura、satsuki / 作曲・編曲 - Tatsuo Kimura / 歌 - reset
エンディングテーマ「シナリオ」
作詞 - Tatsuo Kimura、室野敦志 / 作曲・編曲 - Tatsuo Kimura / 歌 - reset

## 関連商品
- 白詰草話information-book
- 白詰草話全原画集
- 白詰草話公式設定資料集 "EPISODE OF THE CLOVERS" VISUAL BOOK
- 『Colors』白詰草話サウンドトラック

## 評価
アダルトゲームを中心に活躍するシナリオライター・かずきふみは「BugBug」の連載コラムの中で理想的な美少女ゲームとして本作を取り上げており、その理由としてFFDシステムの画期性を挙げている。同時に、かずきはこのシステムをほかの作品に取り入れようとなると、イラストを場面ごとに用意する必要があるため、（一部の場面を汎用的に扱うにしても）膨大な数の素材とコストが求められるため、容易にまねできないと述べている。